# Второй дакийский поход Траяна
Второй дакийский поход Траяна — второй поход императора Траяна на даков, который проходил в 105—106 годах. Война началась из-за того, что царь Дакии Децебал нарушил условия мирного договора, заключённого в первый поход Траяна.

## До войны
После порабощения Дакии, Децебал некоторое время соблюдал мирный договор с римлянами, но вскоре он начал снова тревожить границы Римской империи, переправившись через Дунай и грабя приграничные поселения. Траяну пришлось предпринять новый поход, который покончил с независимостью Дакии.

## Война
В начале войны был построен ещё один мост через Дунай, чтобы быстрее переправить легионы в Дакию. В отличие от первого конфликта, во второй войне были мобилизованы меньшие силы — 9 легионов, 10 конных ал, 35 вспомогательных когорт (всего — более 100 тысяч человек) и две дунайские флотилии. Нападение на столицу Сармизегетузу состоялось в начале лета 106 года с участием II Вспомогательного легиона, IIII Счастливого Флавиева легиона и вексиляции от VI Железного легиона. Даки отразили первую атаку, но тогда римляне разрушили водопровод, чтобы быстрее заставить город сдаться. Траян потребовал от Децебала сдачи всей его армии в плен, но Децебал стал готовиться к решительному бою. Траян осадил превратившуюся в крепость столицу. B июле Траян взял её, но в конце концов даки её подожгли, часть знати, чтобы избежать плена, совершила самоубийства. Остатки войск вместе с Децебалом бежали в горы, однако в сентябре были настигнуты римским конным отрядом во главе с Тиберием Клавдием. Децебал покончил с собой, и Тиберий, отрубив ему голову и правую руку, отослал их Траяну, который передал их в Рим. Тем не менее, война продолжалась. Благодаря измене советника царя даков, Бисилиса, римляне нашли сокровище Децебала в реке Саргессия — 165 500 кг золота и 331 000 кг серебра. Множество даков было продано в рабство: по данным позднеантичного автора Иоанна Лида, ссылавшегося на военного медика Траяна Тита Статилия Критона, было взято около 500 тысяч военнопленных.
К концу лета 106 года войска Траяна подавили последние очаги сопротивления и Дакия стала римской провинцией. Недалеко от Сармизегетузы заложили новую столицу Дакии — Ульпия Траяна (лат. Colonia Ulpia Traiana Augusta Dacica). На вновь завоёванные земли хлынули переселенцы из империи, преимущественно из её балканских и вообще восточных окраин. Вместе с ними на новых землях воцарились новые религиозные культы, обычаи и язык. Переселенцев привлекали природные богатства прекрасного края и прежде всего золото, обнаруженное в горах, а также плодородные земли.

## Последствия
В 113 году, Траян построил Колонну Траяна у Колизея в Риме в честь его победы над даками. Римляне завоевали большую часть Дакии. В 272 году римляне потеряли провинцию Дакию во время вторжения готских племён.